# 1161
Anul 1161 (MCLXI) a fost un an al calendarului gregorian.

## Evenimente
- 7 februarie: Are loc canonizarea regelui Eduard Confesorul al Angliei, care devine sfântul patron al abației Westminster.

- 9 mai: Regele Wilhelm "cel Rău" al Siciliei este luat prizonier la Palermo de către baronii normanzi revoltați, care îl ridică pe tron pe fiul său, Roger; acesta din urmă moare la puțină vreme, drept pentru care Wilhelm este restaurat; în paralel, în contextul acestor tulburări, populația musulmană din Palermo este masacrată.

- 16 noiembrie: Bătălia navală de la Tangdao: nouă victorie navală a dinastiei Song asupra jurchenilor.

### Nedatate
- Arhiepiscopul de Lund, Eskil, este exilat de către regele Valdemar I al Danemarcei.
- Atabegul de Alep, Nur ad-Din Mahmud, efectuează un pelerinaj la Mecca.
- Bătălia de la Caishi, de pe fluviul Yangtze: victorie navală a statului chinez Song asupra jurchenilor din dinastia Jin.
- Din inițiativa lui Henric Leul, se încheie pace între negustorii germani din Marea Baltică și locuitorii din insula Gotland; o colonie a negustorilor germani se instalează la Visby, constituind baza Ligii hanseatice.
- Ofensivă musulmană în Portugalia, care ajunge până la Almada.
- Regele Magnus Henrikson al Suediei este înfrânt și ucis într-o bătălie din apropiere de Orebro.
- Triburile tătarilor efectuează raiduri asupra altor triburi mongole; hanul mongol Koutoula ia măsuri împotriva lor, dar și a Imperiului jurchenilor, prădând regiunile nordice ale statului Jin; expediția punitivă a jurchenilor, aliați cu tătarii, conduce la masacrarea trupelor hanului Koutoula în zona lacului Buir Nuur.

## Înscăunări
- Carol al VII-lea Sverkersson, rege al Suediei (1161-1167)

## Nașteri
- 23 septembrie: Takauka, împărat al Japoniei (d. 1181)
- Balduin al IV-lea, rege al Ierusalimului (d. 1185)
- Sancho I, conte de Provence (d. 1223)

## Decese
- 4 februarie: Inge I, rege al Norvegiei (n. 1135)

- 14 iunie: Qinzong, împărat al Chinei din dinastia Song (n. 1084)

- 15 decembrie: Hailing, împărat al Chinei din dinastia Jin (n. 1122)

- Magnus Henrikson, rege al Suediei (n. ?)